# Kirchweyher See
Der Kirchweyher See ist ein See in den Weyher Ortsteilen Sudweyhe und Kirchweyhe.
Er wird gespeist vom Süstedter Bach; die Hache mündet erst am Abfluss des Sees ein. Abfluss ist die Ochtum.
Ursprünglich mündete die Hache in der Mitte des länglichen Sees ein. Bis zum Ende des 20. Jahrhunderts verringerte sich die Seefläche jedoch, so dass die Mündung im unteren Drittel des Sees lag. Während nach dem Ersten Weltkrieg 1920/1921 am oberen, östlichen Drittel des Sees noch eine Badeanstalt gegründet worden war und der See eine Tiefe von bis zu zwei Metern hatte, verlandete er nach dem Zweiten Weltkrieg fast gänzlich und wies nur noch eine Tiefe von 10 Zentimeter auf. In den Jahren 1998/1999 wurde der See entschlammt; das Material wurde in vier Polder auf Feldern im Nordwesten des Sees gepumpt. Um einer erneuten Verlandung des Sees durch Eintrag aus der Hache vorzubeugen, wurde der Mündungslauf der Hache so verlegt, dass der Bach nun erst am Abfluss des Sees einmündet.
Der See ist heute Teil des Landschaftsschutzgebiets Kirchweyher See.